# Atom (protokół)
Protokół Atom (ang. Atom Publishing Protocol, APP) – protokół publikacji kanałów informacyjnych zbudowany na bazie protokołu HTTP i współdziałający ze standardem Atom.
Specyfikacja protokołu zawarta jest w RFC 5023 ↓.